# MusicOMH
musicOMH är en brittisk webbplats som publicerar recensioner och intervjuer. Sidan lanserades av Michael Hubbard år 1999.